# قانون کاپیتزا
قانون کاپیتزا یا قانون مگنتورسیستانس کاپیتزا (به انگلیسی: Kapitza Magnetoresistance Law) بیانگر افزایش خطی مقاومت الکتریکی فلزات با افزایش میدان مغناطیسی خارجی است. پتر ایونیدویچ کاپیتزا اولین بار در سال ۱۹۲۳ این قانون را به صورت تجربی بدست آورد.